# Академіку (Саль-Реї)
Академіку Саль-Реї (порт. Académico Sal Rei) — професіональний кабо-вердський футбольний клуб з міста Саль-Реї, на острові Боа-Вішта.

## Історія клубу
Команда грала в Чемпіоншипі та в Чемпіонаті острова Боа-Вішта. Команда базується в місті Саль-Реї на острові Боа-Вішта. «Академіку» виграв свій перший і єдиний титул чемпіона острову в 2002 році і брав участь в розіграші лише національних турнірів. Клуб нетривалий час брав участь в футбольних змаганнях. На сьогодні невідомо, чи було клуб об'єднано з сильнішою командою.

## Досягнення
- Чемпіонат Кабо-Верде з футболу: — 1 перемога
  - 1983

- Чемпіонат острову Боа-Вішта з футболу:
  - 1999/2000, 2001/02, 2002/03.

## Статистика виступів у національному чемпіонаті
| Сезон | Див. | Поз. | Іг. | В | Н | П | ЗМ | ПМ | РМ | О | Кубок | Примітки |
| ----- | ---- | ---- | --- | - | - | - | -- | -- | -- | - | ----- | -------- |
| 2002  | 1    | 6    | 8   | 3 | 0 | 5 | 9  | 11 | -2 | 9 |       |          |